# Maserati Alfieri

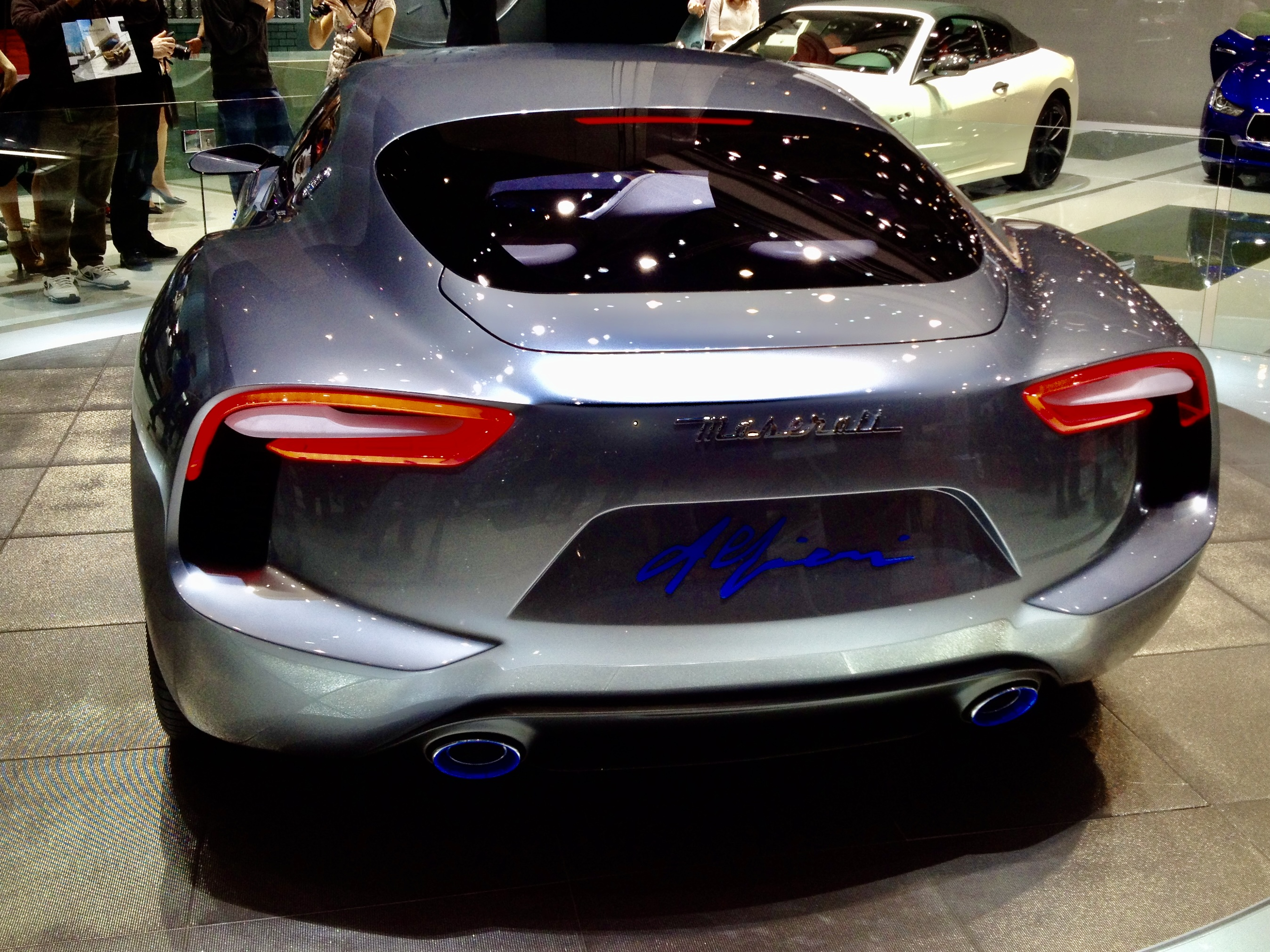
Maserati Alfieri, achteraanzicht

De Maserati Alfieri is een GT-conceptauto van de Italiaanse autofabrikant Maserati die voor het eerst vertoond werd in 2014 op het Autosalon van Genève. De wagen is vernoemd naar Alfieri Maserati (1887-1932), een van de zes gebroeders Maserati.

## Concept
De wagen werd in 2014 voorgesteld bij het honderdjarig bestaan van het merk Maserati. De Alfieri is ontworpen door het Maserati Centro Stile in Turijn onder leiding van Lorenzo Ramaciotti, die in 2014 hoofd van de wereldwijde ontwerpafdeling van Fiat-Chrysler was en sinds 2017 directeur van het Centro Stile is. De hoofdontwerper van het project was Marco Tencone.
De Alfieri is geïnspireerd op de Maserati A6 GCS/54, ontworpen door Pininfarina in 1954. De wagen maakt gebruik van het chassis van de Maserati GranTurismo MC Stradale met een wielbasis die 24 cm ingekort werd, is voorzien van een sperdifferentieel en van een atmosferische 4,7-liter Ferrari V8-motor van 460 pk.

## Productie
De Alfieri zou in 2016 in productie gaan maar de introductie werd nadien uitgesteld tot 2020.
In 2020 verdween de Alfieri uit de productieplanning van Maserati en kondigde het merk aan dat er pas in 2022 een nieuwe GT op de markt zal komen met een hybride of elektrische aandrijflijn als tweede generatie GranTurismo.